# Cheney (Yonne)
Cheney é uma comuna francesa na região administrativa de Borgonha-Franco-Condado, no departamento de Yonne. Estende-se por uma área de 5,93 km². Em 2010 a comuna tinha 235 habitantes (densidade: 39,6 hab./km²).